# Mecynotarsus sericilus
Mecynotarsus sericilus là một loài bọ cánh cứng trong họ Anthicidae. Loài này được Krekich-Strassoldo miêu tả khoa học năm 1931.